# Kecskés András (festő)
Kecskés András (Budapest, 1968. június 22.–) festő.

## Pályafutása
1989 és 1995 között Budapesten, a Magyar Képzőművészeti Főiskola festő szakán tanult, mesterei Gerzson Pál, Magyari Márton és Nagy Gábor voltak. Tanulmányúton járt 1990-ben Firenzében és Rómában, 1994-ben Párizsban; 1998-ban Londonban. A Magyar Alkotóművészek Országos Egyesületének 1994 óta, a Magyar Képző- és Iparművészek Szövetségének 1997-től, a Magyar Festők Társaságának 2014-től tagja. 

## Díjak
- 1993 Nagyidai Alapítvány díja;
- 1993 Köztársasági Ösztöndíj;
- 1994 Barcsay-díj; Samuel Buffat Alapítvány (Genf) ösztöndíja;
- 2002 Nemzeti Kulturális Örökség Minisztériumának díja;
- 2003 MAOE alkotói ösztöndíj;
- 2005 NKA alkotói ösztöndíj.
- 2010 I. Keszthelyi Biennálé, Magyar Képző és Iparművészek Szövetségének díja
- 2011 NKA Alkotói ösztöndíj
- 2011 XXXVI. Szegedi Nyári Tárlat fődíja, Borsos Miklós emlékérem

## Egyéni kiállítások
2019 Yrjö Liipolan Taideimuseo, Koski, Finnország
2019 Töredékek – Tér Galéria, Budapest
2019 Áthatások – Sophia Culture Center, Helsinki, Finnország
2018 Áthatások, Magyar Kulturális Intézet, Helsinki, Finnország
2015 La Memoria del Presente – Centro Culturale Augusto Caravati, Varese, Olaszország 
2013 Létünk terei, Praha 5 Galéria, Prága, Csehország
2013 „Nézz az ég mögé”, Tranzit Art Café, Budapest
2012 Tesco Consulting Kft. Székház, Budapest
2010 Scheffer Galéria, Budapest 
2010 Felhők – Keve Galéria, Ráckeve 
2009 Pelikán Galéria, Székesfehérvár 
2008 Újbuda Galéria, Budapest 
2008 Ifua, Horváth & Horváth Irodaház, Budapest
2007 Spielbank, Bad füssing, Németország 
2007 Leitner és Leitner – Scheffer Galéria, Budapest 
2006 Ungarischer Akzent – Kempinski Hotel, München, Németország 
2006 Galerie Schreiter, München, Németország 
2003 Faluház, Biatorbágy 
2003 Bálint Ház, Budapest 
2002 West- Art Galéria, Budapest 
2002 Keve Galéria, Ráckeve 
2001 Bartók ’32 Galéria, Budapest 
2000 Világbank Galéria, Budapest 
1997 Illárium Galéria, Budapest 
1991 Kettőspont Galéria, Budapest 

## Válogatott csoportos kiállítások
- 1991, 1993 • Kilátó Galéria, Budapest
- 1994 • Pataky Galéria, Budapest • Barcsay-pályázat, Magyar Képzőművészeti Főiskola, Budapest
- 1995 • Palazzo Galéria, Budapest • Nemzetközi művésztelep, Siófok
- 1996-98 • Nemzetközi művésztelep, Siófok
- 1998 • Magyar napok, Donaueschingen (A) • 45. Vásárhelyi Őszi Tárlat, Tornyai János Múzeum, Hódmezővásárhely.

## Köztéri művei
- Ampelosz ünnepe (secco, 1996, Eger, Magyar Államkincstár [Cserna Tamással, Füzes Gergellyel])
- Jordán part (secco, 1998, Martfű, Szt. Tamás-templom [Cserna Tamással, Füzes Gergellyel])
- Szt. István (secco, 2000, Regnum Katolikus Iskola, Budapest (társalkotók: Bokor György, Cserna Tamás, Füzes Gergely)
- Soroksár Újtelepi Katolikus templom oltárképe, Budapest, 2002 (Füzes Gergellyel)
- II. világháborús emlékmű, Nemzeti Sírkert, Budapest 2006 (társalkotók: Balogh Péter PdD, DLA, Mohácsi Sándor)